# Sugar Rum Cherry
Sugar Rum Cherry ou Sugar Rum Cherry (Dance of the Sugar-Plum Fairy) (Sucre Rhum Cerise, danse de la fée dragée, en anglais) est un standard de jazz big band américain, composé par Duke Ellington et Billy Strayhorn en 1960, adapté et arrangé de la « Danse de la Fée Dragée » du ballet romantique féérique russe Casse-Noisette de 1892 de Tchaïkovski. Il est enregistré avec le big band d'Ellington pour l'album The Nutcracker Suite (La Suite Casse-Noisette) de 1960 chez Columbia Records.

## Historique
Alors que de nombreuses compagnies de ballet de musique classique internationales connaissent d'importants succès durant la période des fêtes de Noël de l'époque avec Cendrillon de Prokofiev ou Casse-Noisette de Tchaïkovski, Duke Ellington et son compositeur alter ego Billy Strayhorn composent et enregistrent avec succès une variante big band jazz sophistiquée du Casse-Noisette romantique féerique de 1892 de Tchaïkovski, avec cet album The Nutcracker Suite, avec les effets Ellington caractéristiques, arrangements  style Jungle, et effets wha-wha de sourdines.

Tchaïkovski, La fée Dragée, et Duke Ellington et son orchestre big band jazz
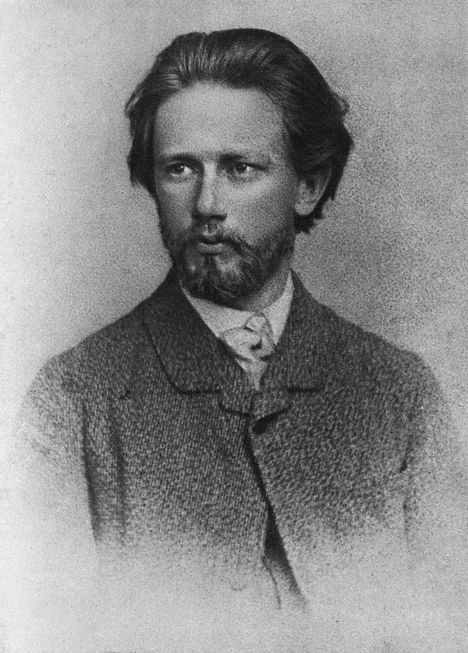
Tchaïkovski
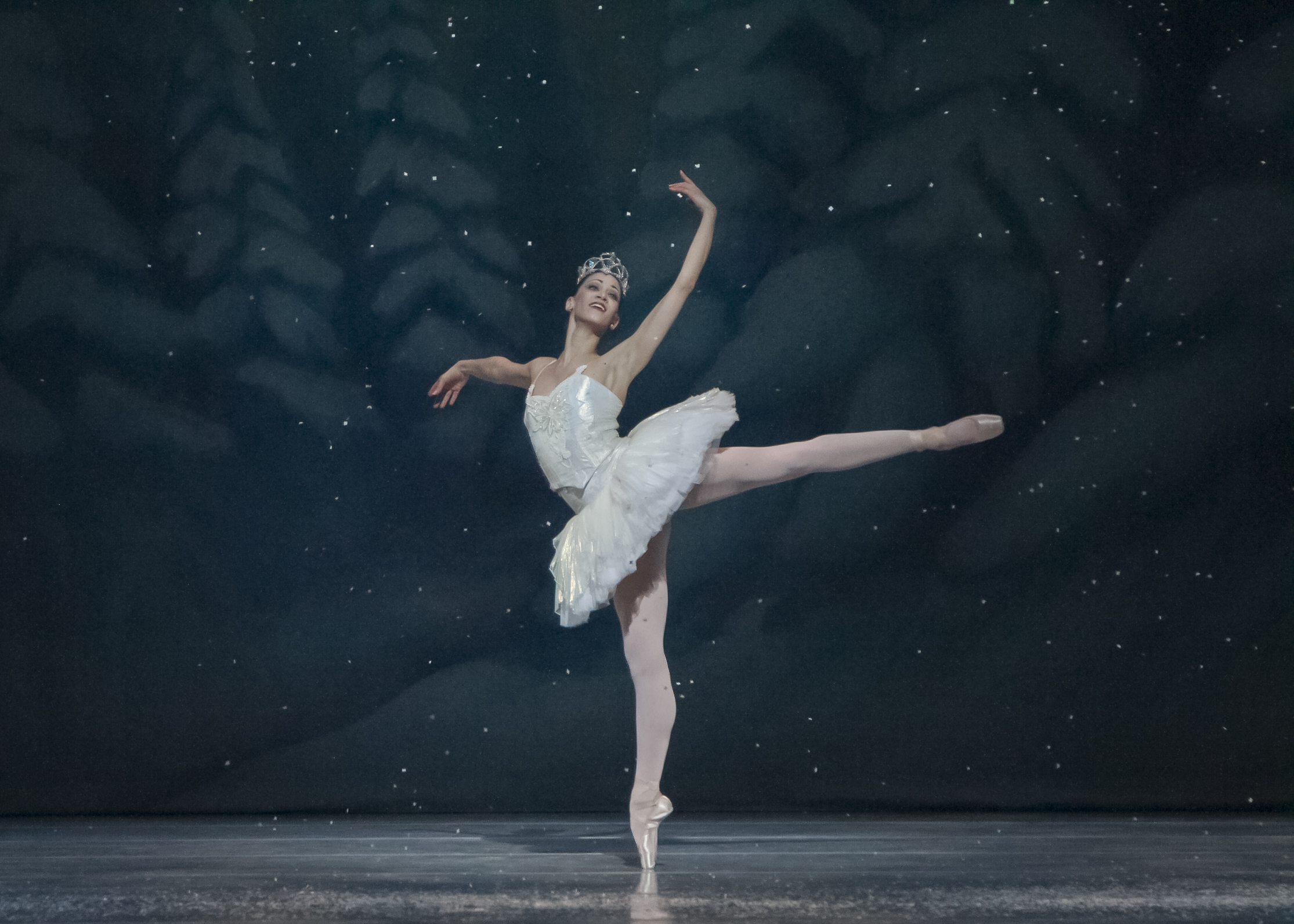
La Fée Dragée (Casse-Noisette)
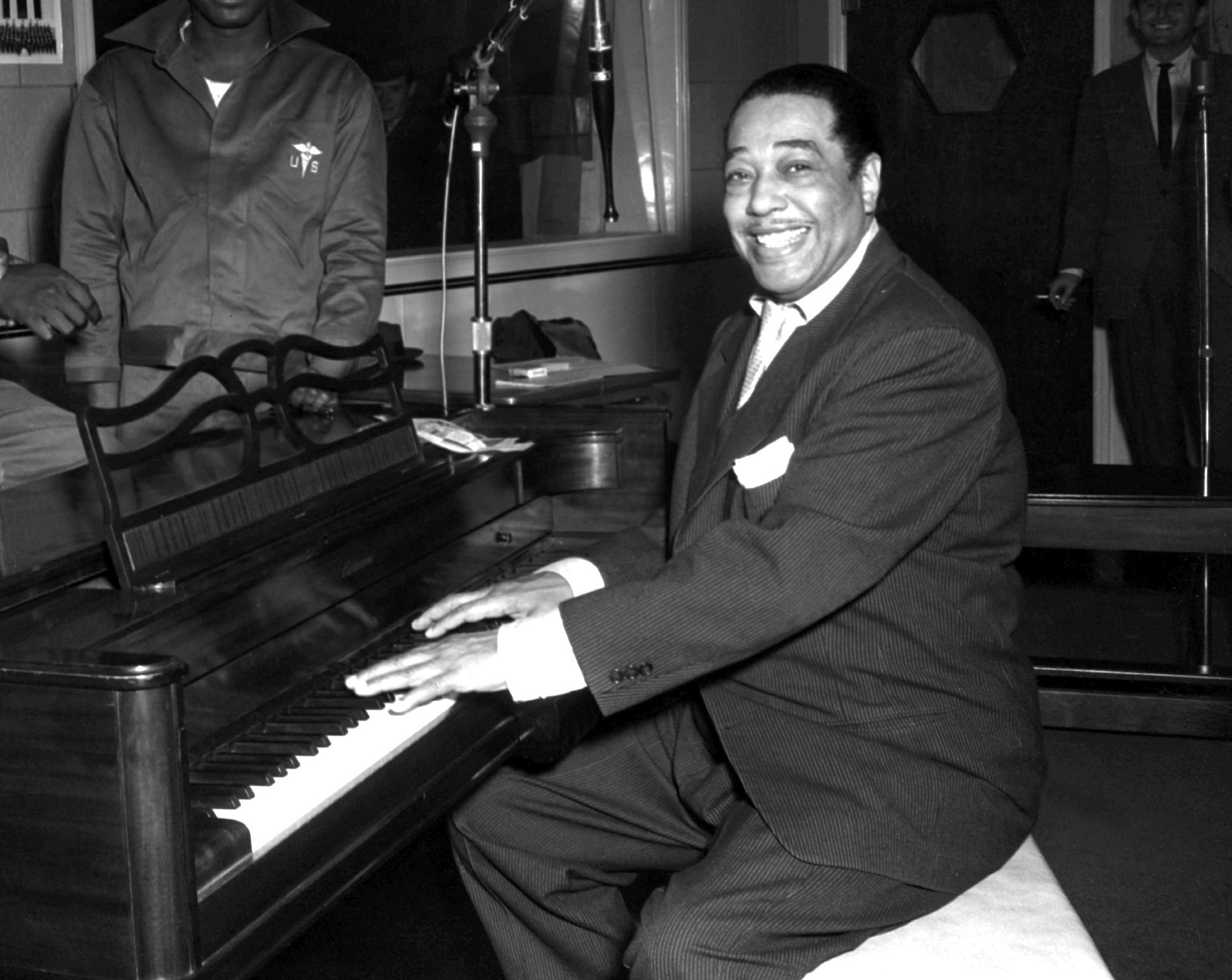
Duke Ellington
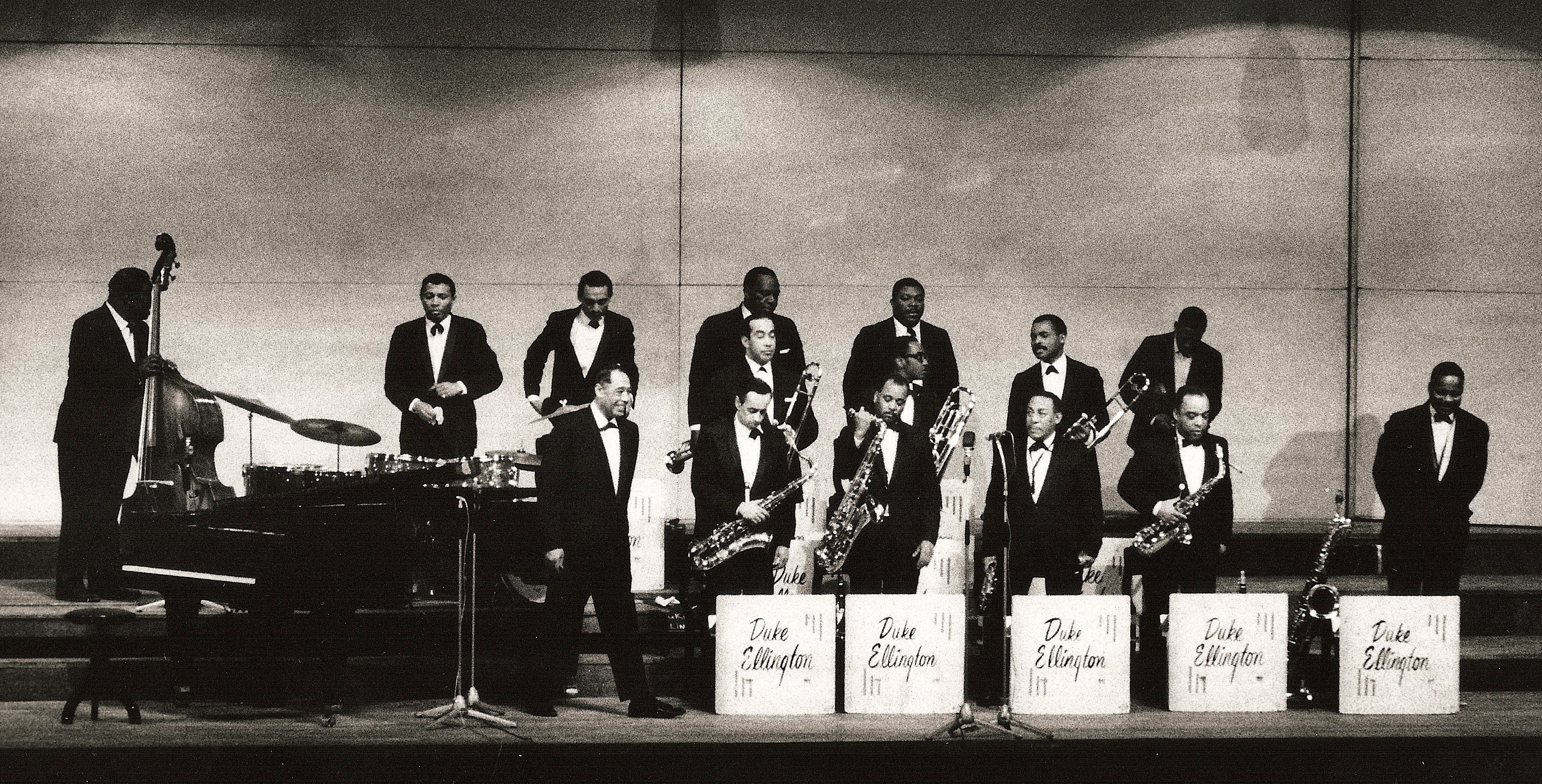
et son orchestre big band jazz

La ballerine emblématique « Danse de la Fée Dragée » devient Sugar Rum Cherry (Sucre Rhum Cerise). Ce standard est réédité de nombreuses fois, puis repris depuis par de nombreux groupes de jazz.